# Campaspe River (Cape River)
Der Campaspe River ist ein Fluss im Osten des australischen Bundesstaates Queensland.

## Geographie

### Flusslauf
Der Fluss entspringt am Mount Stewart, rund 75 Kilometer westlich von Charters Towers und fließt nach Südosten. Er unterquert den Flinders Highway bei Kimburra und verläuft in seinem Unterlauf parallel zur Gregory Developmental Road. Bei der Siedlung Nosnillor mündet er in den Cape River.

### Nebenflüsse mit Mündungshöhen
- Inkerman Creek – 375 m
- Mundic Creek – 374 m
- Granite Creek – 361 m
- Oaky Creek – 279 m
- Lascelles Creek – 244 m
- Boomerang Creek – 216 m[1]